# Talio

El talio es un elemento químico de la tabla periódica cuyo símbolo es Tl y su número atómico es 81. Este metal del bloque p gris, blando y maleable es parecido al estaño, pero se decolora expuesto al aire. Es muy tóxico y se ha empleado como raticida e insecticida, pero este uso ha sido disminuido o eliminado en muchos países debido a sus posibles efectos cancerígenos. También se emplea en detectores infrarrojos. El talio puro es un metal de color blanco azulado que se encuentra en pequeñas cantidades en la corteza terrestre. En el pasado, el talio se obtenía como subproducto de la fundición de otros metales. Actualmente, la mayoría del talio se obtiene como subproducto del refinado de menas de sulfuros ricas en metales pesados. En su forma pura, el talio es inodoro e insípido. También se puede encontrar combinado con otras sustancias como bromo, cloro, flúor y yodo. Cuando se combina, pasa a un color blanco o amarillo.

## Características principales
Este metal es muy blando y maleable; se puede cortar con un cuchillo. Al ser expuesto al aire pasa de presentar un brillo metálico a rápidamente empañarse con un tono gris azulado parecido al plomo. Puede dispersarse por los siguientes métodos de difusión: 
- Aire interior: El talio se puede liberar al aire interior en forma de  partículas finas (aerosol).
- Agua: El talio no se puede utilizar para contaminar el agua porque no se disuelve en el agua.
- Alimentos: El talio se puede utilizar para contaminar los alimentos.
- Aire exterior: El talio se puede liberar al aire exterior en forma de partículas finas (aerosol).
- Agrícola: Si el talio se libera al aire en forma de partículas finas (aerosol), tiene el potencial de contaminar los productos agrícolas.

## Historia
El talio (griego θαλλός, thallos, significa «retoño verde o rama») fue descubierto por medio de espectroscopia de llama en 1861. El nombre proviene del brillo de color verde en las líneas del espectro de emisión del elemento.
Después de la publicación del método mejorado de espectroscopia de llama por Robert Bunsen y Gustav Kirchhoff y el descubrimiento del cesio y rubidio entre 1859 y 1860, el análisis espectroscópico se convirtió en un método aprobado para determinar la composición de minerales y sustancias químicas. William Crookes y Claude-Auguste Lamy empezaron a utilizar este nuevo método. William Crookes lo utilizó para realizar determinaciones espectroscópicas de telurio en compuestos de selenio. En 1862, Crookes pudo aislar pequeñas cantidades del elemento y determinar las propiedades de algunos compuestos. Claude-Auguste Lamy usando una técnica similar a la de Crookes para determinar la composición de una substancia que contenía selenio (que fue depositada durante la producción de ácido sulfúrico a partir de pirita), concluyó que estaba en presencia un nuevo elemento a partir de las líneas de color verde en el espectro.

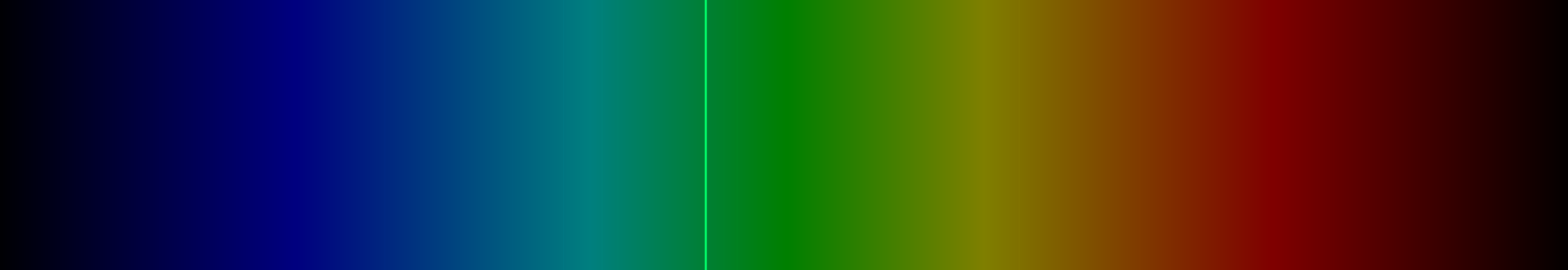
Espectro visible del talio, con su característica línea verde.

## Obtención
Aunque el talio no es tan escaso como otros elementos (abundancia de 0.000085%), se encuentra asociado con potasio en arcillas, suelos, y granitos. Estas fuentes no son redituables para la preparación industrial del talio.

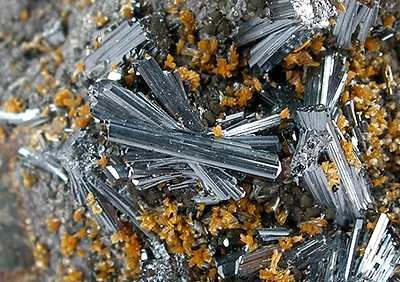

Se encuentra en los minerales crookesita TlCu7Se4, hutchinsonita TlPbAs5S9, y lorandita TlAsS2. Se encuentra como elemento traza en la pirita.

La obtención del talio tiene una dificultad principal: la pequeña concentración en que se encuentra en minerales.
Se obtiene principalmente de las partículas de los humos de plomo y Zinc fundidos, y de los barros obtenidos de la fabricación de ácido sulfúrico.
El metal se obtiene por electrólisis de una disolución acuosa de sus sales.
También se obtiene por reducción con sodio metálico y por precipitación.

## Aplicaciones

### Uso histórico
El sulfato de talio, que es inodoro e insípido fue usado para exterminar ratas y hormigas. Desde 1972 su uso fue prohibido en Estados Unidos a causa de su toxicidad. Otros países siguieron el ejemplo en los años siguientes. Las sales de talio se usaron como tratamiento de dermatofitosis, otras infecciones de la piel y para reducir la sudoración nocturna de los pacientes con tuberculosis. Sin embargo, este uso fue muy limitado debido a su estrecho índice terapéutico, y el desarrollo de medicamentos más eficientes.

### Óptica
Los cristales de bromuro y el yoduro de talio se utilizan en cristales infrarrojos, debido a que son más duros y transmiten longitudes de onda más largas que otros materiales. Estos materiales se conocen con el nombre comercial de KRS-5. El óxido de talio se usa para la confección de lentes debido a su alto índice de refracción.

### Electrónica

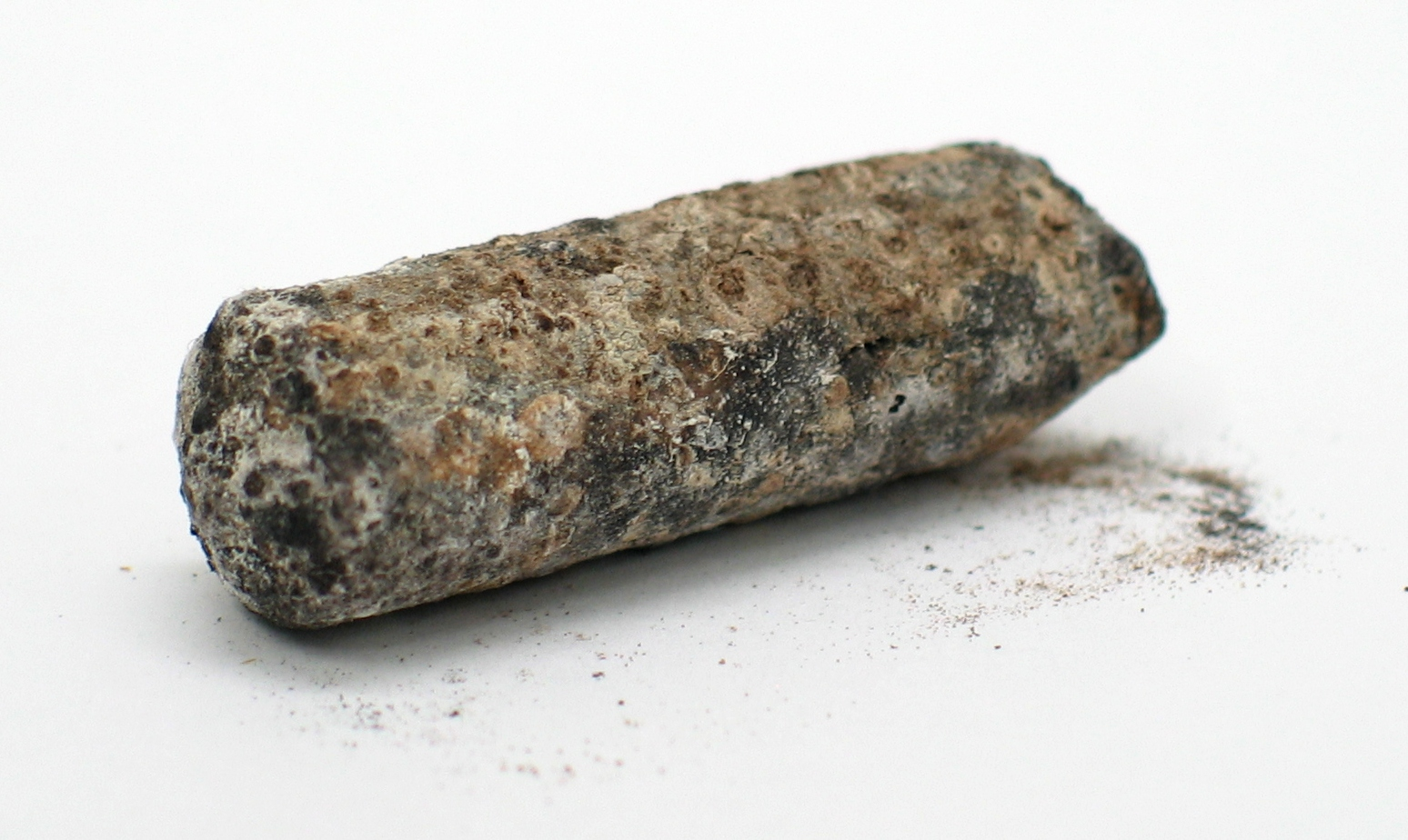
Barra de talio que muestra corrosión.

La conductividad eléctrica del sulfuro de talio cambia con la exposición a la luz infrarroja haciendo con ello sus compuestos útiles en fotorresistores. El seleniuro de talio se ha usado como bolómetro para la detección de luz infrarroja.

### Imagenología médica
El talio se utiliza en la cintigrafía para la identificación de tumores óseos y en el seguimiento de la efectividad de las terapias anticancer.
Asimismo, es útil en la detección de áreas isquémicas del corazón, puesto que el isótopo 201 del talio solo se une a tejido no isquémico ni infartado, excluyendo de ese modo al tejido con algún grado de daño por falta de suministro de oxígeno, lo que puede ser visto gráficamente en una gammagrafía.

## Toxicidad
El talio y sus compuestos son tóxicos para los humanos. El contacto con la piel es peligroso y para evitar su inhalación debe tenerse una ventilación adecuada durante su fundición. Muchos compuestos de talio son muy solubles en agua y se absorben fácilmente a través de la piel. La exposición no debe exceder los 0,1 mg por m² de piel en el plazo promedio de 8 horas al día (40 horas por semana). Se sospecha que el talio es carcinógeno para los humanos.
Parte de la razón por la cual el talio es altamente tóxico, se debe a que en solución acuosa como ion talio monovalente (Tl+), muestra algunas similitudes con los cationes de los metales alcalinos, especialmente con el potasio. Por ello, puede penetrar en el organismo mediante la vía de absorción del potasio. Contrariamente, otros aspectos de la química del talio difieren significativamente de la de los metales alcalinos, como su alta afinidad por los enlaces sulfuro. Debido a que esta sustitución interrumpe muchos procesos celulares, el talio, por ejemplo, puede "atacar" proteínas que contengan enlaces o puentes disulfuro (las que contienen cisteína y ferredoxina).
Debido a su gran toxicidad fue usado en muchos países como raticida y para controlar hormigas, pero su uso está restringido actualmente en algunas de estas naciones. Es considerado como un probable cancerígeno.
Entre sus efectos más notables de la intoxicación por talio, se encuentra la alopecia (lo cual propició que se utilizara inicialmente como depilador, antes de conocer su toxicidad) y lesión de los nervios periféricos. El talio fue un agente tóxico utilizado en forma efectiva para causar muertes por envenenamiento antes de conocerse su potencial tóxico y del descubrimiento del azul de Prusia como antídoto.
Estos son algunos efectos relacionados con la dosis de ingestión.
| RUTA         | DOSIS (LA MÁS BAJA PUBLICADA) | EFECTOS |
| Oral         | 48 mg/kg                      | Comportamiento: alucinaciones, percepciones distorsionadas Gastrointestinal: Náuseas o vómitos Nutricional y metabólico bruto: Disminución de la temperatura corporal     |
| Oral         | 21 mg/kg                      | Nervio periférico y sensación: parestesia Conductual: cambio en las pruebas psicofisiológicas Nutricional y metabólico bruto: disminución de la temperatura corporal      |
| No declarada | 5714 µg/kg                    | Nervio periférico y sensación: cambio estructural en el nervio o la vaina Ojo: cambio en los músculos extraoculares Piel y apéndices: otro: cabello                       |
| Oral         | 7 mg/kg                       | Cerebro y cubiertas: aumento de la presión intracraneal Cardíaco: otros cambios Pulmón, tórax o respiración: cambio estructural o funcional en la tráquea o los bronquios |

## Síntomas

### Curso del tiempo
Los efectos adversos para la salud del talio dependen de la dosis y ocurren en tres etapas. La fase gastrointestinal puede ocurrir inmediatamente con ingestiones grandes o puede retrasarse de 24 a 48 horas con ingestiones más pequeñas. A esto le sigue una fase neurológica de 2 a 5 días o más después de la ingestión, aunque puede ocurrir tan pronto como 12 horas después de la ingestión masiva. En caso de toxicidad aguda, la alopecia puede ocurrir de 2 a 3 semanas después de la exposición. La muerte puede ocurrir en casos severos de 5 a 7 días después de la exposición debido a parálisis e insuficiencia respiratoria.

### Exposición a los ojos
Es poco probable que la exposición ocular aguda produzca efectos locales o sistémicos distintos de la irritación local leve.

## Exposición por ingestión
Primero se observan náuseas y vómitos transitorios (emesis), seguidos de sensaciones dolorosas en los brazos / manos y piernas / pies dentro de 1 a 5 días (a veces más).
Otros efectos incluyen: efectos visuales; frecuencia cardíaca rápida y presión arterial alta; ritmos cardíacos anormales; insuficiencia respiratoria; sensaciones inusuales, dolorosas o de ardor; dolores musculares y debilidad; dolor de cabeza; convulsiones, delirio y coma; pérdida de apetito; salivación excesiva; inflamación de la boca, labios y encías; posible decoloración verde de la orina poco después de la exposición; Daño en el riñón; descomposición de los glóbulos rojos; acné severo; y descamación seca y costrosa de la piel.
Como efectos más graves tenemos posible daño a los nervios que controloan los músculos de la cabeza y del cuello y los respiratorios.

## Riesgos

### Reacciones de aire y agua
Inflamable en forma de polvo o polvo. Insoluble en agua.

### Peligro de incendio
No es combustible, la sustancia en sí no se quema, pero puede descomponerse al calentarla para producir humos corrosivos y/o tóxicos. Los contenedores pueden explotar cuando se calientan. La escorrentía puede contaminar las vías fluviales.

### Peligro para la salud
Altamente tóxico, puede ser fatal si se inhala, ingiere o absorbe a través de la piel. Evite cualquier contacto con la piel. Los efectos del contacto o la inhalación pueden retrasarse. El fuego puede producir gases irritantes, corrosivos y / o tóxicos. La escorrentía del control de incendios o del agua de dilución puede ser corrosiva y / o tóxica y causar contaminación.

### Perfil de radioactividad
El talio es un agente reductor. Reacciona tan vigorosamente con el flúor que el metal se vuelve incandescente.

## Respuestas

### Aislamiento y evacuación
Como medida de precaución inmediata, se debe aislar el área del derrame o fuga en todas las direcciones al menos 50 metros (150 pies) para líquidos y al menos 25 metros (75 pies) para sólidos.
Para un derrame, debemos aumentar, en dirección del viento, según sea necesario, la distancia de aislamiento que se muestra arriba. Y para un incendio, si un tanque, vagón de ferrocarril o camión tanque está involucrado, se debe aislar un radio de 800 metros (1/2 milla) en todas las direcciones. 

### Extinción de incendios
- Incendio pequeño: Utilizar un producto químico seco, CO2 o agua pulverizada.

- Incendio de gran tamaño: Se utiliza agua pulverizada, nebulizada o espuma normal. Se deben mover los contenedores del área del fuego en caso de que no haya riesgo alguno, hacer un dique de agua de control de incendios para su posterior eliminación y no esparcir el material. Tratar de usar agua pulverizada o nebulizada, y no utilizar chorros rectos.

- Incendios que involucran tanques o cargas de vehículos/remolques: Combatir el fuego desde la distancia máxima o utilicar soportes de manguera no tripulados o boquillas de control. No introducir agua en los contenedores. Enfríar los recipientes con abundante agua hasta mucho después de que se apague el fuego. Retirarse inmediatamente en caso de que el sonido se eleve por los dispositivos de seguridad de ventilación o la decoloración del tanque. Siempre mantenerse alejado de los tanques envueltos en fuego. Para incendios masivos, usar soportes de manguera no tripulados o boquillas de monitoreo; si esto es imposible, retírese del área y deje que el fuego arda.

### Respuesta sin fuego
No se debe que tocar los recipientes dañados o el material derramado a menos que use ropa protectora adecuada. Si es posible hacerlo sin riesgo se debe detener la fuga e impedir la entrada hacia vías navegables, alcantarillas, sótanos o áreas confinadas. Cubrir con una lámina de plástico para evitar que se extienda y absorber o cubrir con tierra seca, arena u otro material no combustible y transferir a contenedores. No se debe introducir agua en los contenedores

### Ropa protectora
Usar un equipo de respiración autónomo de presión positiva (SCBA) y ropa de protección química específicamente recomendada por el fabricante. Puede proporcionar poca o ninguna protección térmica. La ropa protectora de los bomberos estructurales proporciona protección limitada solamente en situaciones de incendio la cual no es eficaz en situaciones de derrame donde es posible el contacto directo con la sustancia.

### Primeros auxilios
Hay que asegurarse de que el personal médico conozca los materiales involucrados y tome precauciones para protegerse. Mover a la víctima al aire libre, llamar al servicio médico de emergencia y administrar la respiración artificial si la víctima no respira. No usar el método de boca a boca si la víctima ingirió o inhaló la sustancia. La respiración artificial se debe administrar con la ayuda de una máscara de bolsillo equipada con una válvula unidireccional u otro dispositivo médico respiratorio adecuado. Administrar oxígeno si tiene dificultad para respirar. A continuación aislar y quitarse la ropa y los zapatos contaminados. En caso de contacto con la sustancia, enjuagar inmediatamente la piel o los ojos con agua corriente durante al menos 20 minutos. En caso de contacto leve con la piel, evitar esparcir el material sobre la piel sana. Mantener a la víctima calmada y cálida. Los efectos de la exposición (inhalación, ingestión o contacto con la piel) a la sustancia pueden retrasarse.